# 마음이 고와야지
《마음이 고와야지》는 1998년 5월 2일부터 1998년 9월 13일까지 방영된 문화방송 주말연속극이다.
이 드라마는 당초 50부작으로 기획되었으며 초반에는 20%대의 시청률로 높은 인기를 얻었으나 중반부터 악을 쓰는 장면이 종종 나오는 등 뒤로 갈수록 부족한 구성이 드러났고, 여주인공 이승연의 면허 취득 사건이 터지고 엎친 데 덮친 격으로 동시간대 KBS 2TV 《야망의 전설》이 높은 시청률을 기록하면서 더욱 처참해지자 39부작으로 조기종영하였다.

## 줄거리
모든 계획이 실패로 돌아갔으며 제작진은 부동산 투기로 부를 축적한 홀어머니 강진진의 큰딸하고 중소기업을 운영하는 친구에게 빚 보증을 잘못 서서 평생 일궈낸 자동차 정비공장을 날린 김필호의 맏아들이 악연으로 만나 결혼하기까지의 과정과 결혼 후의 이야기.

## 등장 인물
- 이승연(이연지)
- 손창민(김태준)
- 선우용녀(강진진) : 연지 어머니
- 김무생(김필호) : 태준 아버지
- 이종원(김태성) : 태준 동생
- 이혜영(이수지) : 연지 동생
- 이경심(용숙)
- 정민(이대세) : 연지 동생
- 송기윤(강억만) : 연지 외삼촌
- 장진영(이현지) : 연지 동생
- 권기선(장봉숙) : 억만 아내
- 김은정, 정준호, 선우재덕, 박광남, 이병철, 박상조, 이동신, 신국, 김광필, 김승수, 권인선, 윤현정, 손민우, 유서진, 강성연, 김정은

## 결방 사유 및 편성 변경(1998년)
- 5월 9일 : 오후 7시부터 3~4회 연속 방영
- 5월 10일 : 〈김대중 대통령 국민과의 대화〉 편성으로 결방
- 5월 23일 : 〈1998년 미스코리아 선발대회〉 편성으로 결방
- 5월 24일 : 오후 7시부터 7~8회 연속 방영
- 6월 27일 : 〈잠수정 침투〉 특보로 결방
- 8월 8일 : 호우 특보로 결방

## 참고 사항
- 작가 이희우는 1996년 KBS 2TV 일일극 《며느리 삼국지》 이후 2년 만에 코믹 홈드라마를 쓰게 됐으며 1992년 주말연속극 《마포 무지개》 이후 6년 만에 MBC로 돌아왔다.
- 당초 〈용서〉라는 제목으로 가난한 남자가 사귀던 여자를 버리고 조건 좋은 부잣집 딸한테 간다는 70년대식 복고풍 멜로로 기획되었으나 이승연 외의 주인공은 미정 단계였다.[3]
- 그 후 황신혜와 손창민이 합류하면서 제목이 〈분노의 계절〉로 변경되고, 손창민은 가난한 집 출신의 공수부대 장교, 이승연은 손창민의 애인이자 그가 입대한 군대와 가족들의 뒷바라지까지 하면서 순정을 바치나 배신당하는 여자, 황신혜는 손창민이 취직한 대기업 사장의 딸로 설정되었다.[4] 그러나 황신혜가 영화 촬영 스케줄과 겹쳐 출연을 고사하면서 다시 기획안을 고쳐야 했다.